# Moustapha Diaw
Moustapha Diaw, né le 31 décembre 1996 à Nouakchott, est un footballeur mauritanien. Il évolue au poste de défenseur à FC Nouadhibou.

## Biographie

### En sélection
Il reçoit sa première sélection en équipe de Mauritanie le 27 mars 2015, en amical contre la Gambie (défaite 1-0).
En janvier 2018, il participe au championnat d'Afrique des nations organisé au Maroc. Lors de cette compétition, il joue deux matchs, contre le Soudan (défaite 1-0), et la Guinée (défaite 0-1).

## Palmarès
- Champion de Mauritanie en 2017 avec l'ASAC Concorde
- Vainqueur de la Supercoupe de Mauritanie en 2017 avec l'ASAC Concorde
- Champion d'Oman en 2016 avec le Fanja Club